# 林長懋
林長懋，福建莆田人，明朝官吏。
早年以鄉薦歷官青州府教授，升翰林院編修。仁宗繼位后，晋中允。為人剛嚴，累進直言。與戴綸關係甚好。后因戴綸連坐，出任郁林知州，再下獄。明英宗繼位后，釋放復職，有惠政。死後人立廟祀之。